# Marcos Lazarini
Marcos Lazarini é um dramaturgo brasileiro, natural de Londrina/PR.
Entre seus principais trabalhos estão Vidas Cruzadas, Os Ricos também Choram e Tocaia Grande.

## Produção artística

### TV
| Ano  | Trabalho               | Emissora          | Escalação                 | Parceiros Titulares                  |
| ---- | ---------------------- | ----------------- | ------------------------- | ------------------------------------ |
| 2024 | No Rancho Fundo        | TV Globo          | Colaborador               | Mário Teixeira                       |
| 2022 | Mar do Sertão          | TV Globo          | Colaborador               | Mário Teixeira                       |
| 2018 | O Tempo Não Para       | TV Globo          | Colaborador               | Mário Teixeira                       |
| 2017 | Apocalipse             | RecordTV          | Colaborador               | Vívian de Oliveira                   |
| 2016 | A Terra Prometida      | RecordTV          | Colaborador               | Renato Modesto                       |
| 2012 | Pedro & Bianca         | TV Cultura        | Roteirista Coordenador    | Cao Hamburguer                       |
| 2010 | Tempos Modernos        | TV Globo          | colaborador               | Bosco Brasil                         |
| 2008 | Água na Boca           | Rede Bandeirantes | autor principal           |                                      |
| 2005 | Os Ricos Também Choram | SBT               | supervisor de texto       | Gustavo Reiz Aimar Labaki            |
| 2004 | Seus Olhos             | SBT               | autor principal/adaptação | Ecila Pedroso                        |
| 2000 | Vidas Cruzadas         | RecordTV          | autor principal           | Ecila Pedroso                        |
| 1997 | Os Ossos do Barão      | SBT               | colaborador               | Walter George Durst                  |
| 1996 | Tocaia Grande          | Rede Manchete     | autor principal           | Duca Rachid Mário Teixeira           |
| 1993 | TV Colosso             | TV Globo          | roteirista                | Luiz Ferré Roberto Dornelles Boninho |
| 1989 | Capitães de Areia      | Rede Bandeirantes | supervisor de texto       |                                      |

### Cinema
- 2007 - Inesquecível - Colaborador

1. ↑  Redação (13 de julho de 2018). «Autor deixa a Record e retorna à Globo oito anos após fiasco de novela». Diário em Foco. Consultado em 20 de julho de 2018